# Aquaponics

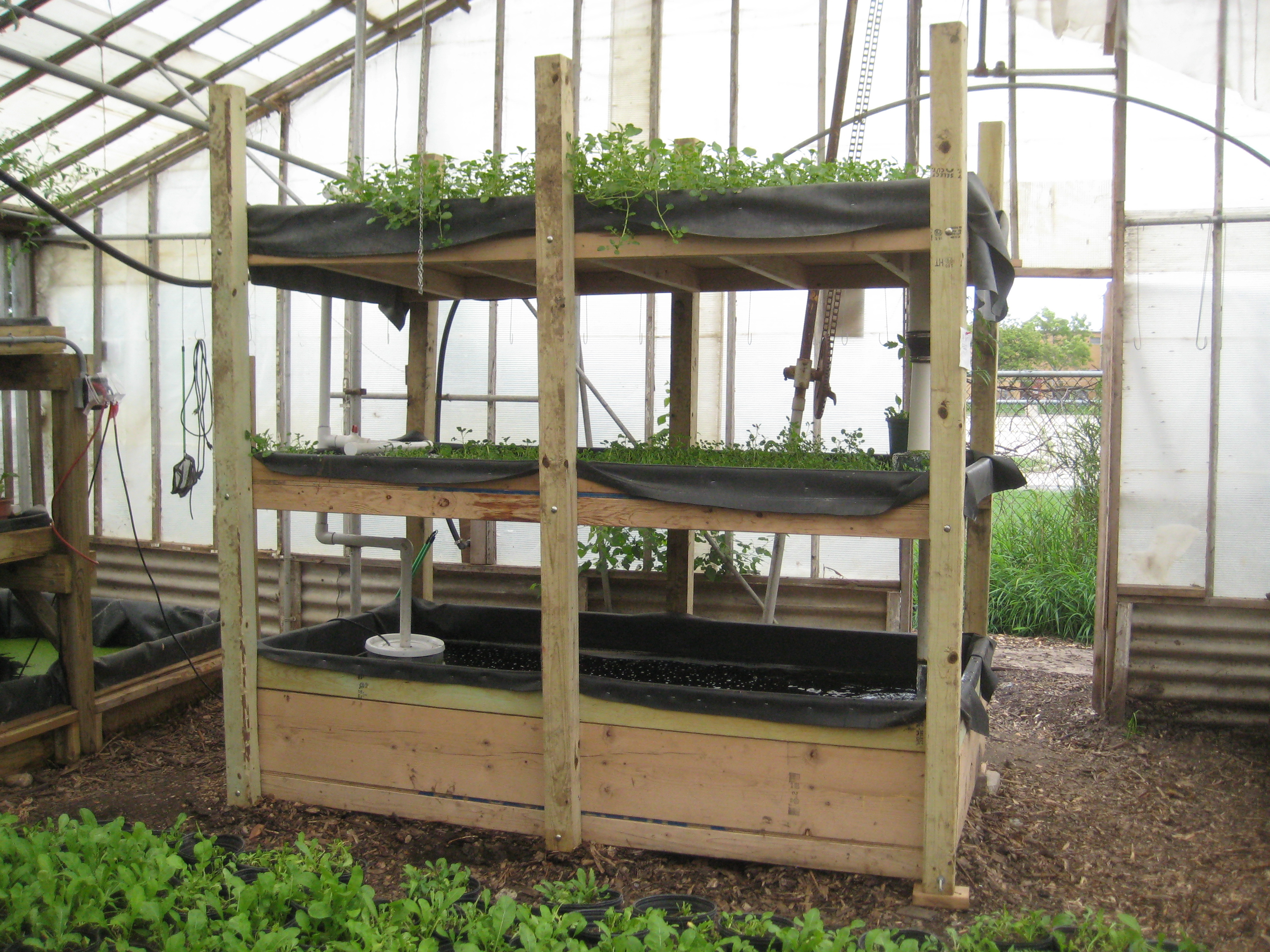
Een kleinschalig aquaponicssysteem. De term aquaponics is een porte-manteau van de begrippen aquacultuur en hydroponics.

Aquaponics is een  methode om voedsel te verbouwen, waarbij conventionele aquacultuur (het kweken van waterdieren zoals slakken, vissen en schaaldieren) op een symbiotische manier gecombineerd wordt met hydrocultuur (het kweken van planten in water).

## Principe en methode
Bij aquacultuur komen de uitwerpselen van de gekweekte dieren als afvalstoffen in het water terecht. Hierdoor kan het water toxisch worden. Bij aquaponics dienen deze uitwerpselen als voeding en onderdeel van het systeem: bacteriën in het hydroponics-gedeelte breken deze af tot nitraten en nitrieten, die voeding vormen voor de planten. Het water uit dit onderdeel circuleert vervolgens terug naar het aquacultuurgedeelte.
Er is veel variatie mogelijk in de omvang en complexiteit van de installaties en in de soorten voedsel die via aquaponics verbouwd worden. Een kleinschalig aquaponicssysteem kan bestaan uit een aquarium, gecombineerd met bloembakken met hydrokorrels.

## Geschiedenis en verspreiding
Chinampa's, de drijvende tuinen van de Azteken, worden als een vroege vorm van aquaponics beschouwd. In Zuid-China, Thailand en Indonesië kwam reeds vroeg viskweek voor in rijstvelden.
De oorspronkelijke bedenker van het moderne woord aquaponics is Ron Parkhurst van Hanalei Nurseries.
De huidige ontwikkelingen rond aquaponics worden vaak toegeschreven aan het werk van het Amerikaanse New Alchemy Institute en van Dr. Mark McMurtry aan de North Carolina State University.
Tal van andere pioniers en universiteiten hebben in de voorbije jaren de technieken van Aquaponics verfijnd: Travis W. Hughey (Barrelponics), UVI (University of the Virgin Islands), etc...

### In België en Nederland
- De culturele instelling Mediamatic uit Amsterdam past sinds 2012 aquaponics toe als een kunstproject.[2]
- In Rotterdam kweekte stadsboerderij Uit Je Eigen Stad tot 2018 tilapia, meerval en bladgroenten in een aquaponicssysteem.[3] Het project werd begeleid door Wageningen University.[4]
- Het Zwitserse Urban Farming startte in 2016 een Stadskwekerij gebaseerd op aquaponics op het dak van het voormalige kantoorgebouw "De Schilde".[5]
- De stadsboerderij van Anderlecht gebruikt serres op het dak van de Foodmet markthal bij Abattoir om een gesloten aquaponiesysteem te onderhouden.[6]